# Rex the Dog
Jake Williams, även känd som Rex The Dog, Mekka eller JX, är en brittisk DJ och musiker. Som Rex The Dog har han släppt ett studioalbum, samt ett flertal singlar och remixer. Han har ännu inte ställt upp i några intervjuer, bortsett från en han gjorde med hjälp av sin maskot Rex hundskall. 
Rex The Dog använder sig nästan enbart av analoga synthesizers, bland annat Korg 700S, Casio CZ230-S, ARP 2600, Roland Juno 2, Juno 106, TB303 och SH1.